# Rhinorex
Rhinorex condrupus
Genre
Espèce
Rhinorex est un genre éteint de dinosaures de la famille des hadrosauridés, ou  « dinosaures à bec de canard », découvert dans des sédiments d'estuaire de la formation de Nesten (d) dans le centre de l'Utah. Ce dinosaure vivait il y a environ 75 millions d'années à la fin du Crétacé supérieur. Une seule espèce est connue, Rhinorex condrupus.
Il s'agit probablement d'un proche parent de Gryposaurus, et il pourrait s'agir d'un membre du genre Gryposaurus, comme l'indique l'analyse phylogénétique menée lors sa description.
Ce genre est très proche à la fois dans le temps et dans le lieu de sa découverte de Gryposaurus monumentensis et de Gryposaurus sp. Cela remettrait en cause l'idée de provincialisme dans les faunes de Laramidia au Crétacé supérieur. Il se pourrait que Rhinorex ait vécu dans des environnements plus proches des côtes que Gryposaurus.

## Publication originale
- (en) Terry A. Gates et Rodney Scheetz, « A new saurolophine hadrosaurid (Dinosauria: Ornithopoda) from the Campanian of Utah, North America », Journal of Systematic Palaeontology, Taylor & Francis, vol. 13, no 8,‎ 17 septembre 2014, p. 711-725 (ISSN 1477-2019 et 1478-0941, DOI 10.1080/14772019.2014.950614).